# 광주여 영원히!
《광주여 영원히!(라틴어: Exemplum in Memoriam Gwangju)》는 대한민국의 작곡가 윤이상이 1981년에 만든 교향시이다. 광주 민주화 운동 때 희생된 이들을 위로하여 작곡하였다.
윤이상은 사실주의에 기초한 추상음악인 이 곡을 통해 광주시민들의 공포심, 사랑하는 사람을 잃은 그들의 애통함, "민주승리"를 부르는 기쁨과 환희의 세가지 주제를 표현하려고 했다. 세 번째 주제는 윤이상이 1945년 8월 15일 마산에서 직접 목격한 해방의 감격을 연상하면서 구현했다. 그러나 윤이상은 결과에 그다지 만족하지 않았고, 아직 완성되지 못한 미완성작품으로 받아주기를 바랐다.
1981년 5월 8일 쾰른에서 와카스기 히로시 지휘의 쾰른 서부독일 방송 교향악단 연주로 초연되었다. 이에 대해 윤이상은 "(칸타타 〈나의 땅, 나의 민족이여〉와) 이 곡의 초연은 남한에서 하는 게 이상적이었다"고 밝히며 아쉬워한 적이 있다.
 1987년에 일본 음반사 '카메라타' 의 녹음 제작진이 평양에서 김병화 지휘의 조선국립교향악단 연주를 녹음한 앨범이 국내에 처음 소개된 음반이며, 2005년 발매된 윤이상 사망 10주년 추모 음반에도 1989년 일본에서 김홍재 지휘의 도쿄 교향악단 연주로 실황녹음된 음원이 수록되어 있다. 광주 시립 교향악단의 경우 거의 매년 5월마다 추모 음악회 등 특별 공연을 개최해 무대에 올리고 있다.

## 관련 논문
- 정유하, 〈5.18 항쟁의 형상화에 사용된 음악표현 양식〉, 《음악과 현실》 26, 민족음악학회, 2003년의 3장